# Anno II del calendario rivoluzionario francese
L'anno II del calendario rivoluzionario francese corrispondeva a un periodo ricompreso tra gli anni 1793 e 1794 del calendario gregoriano. Esso ebbe inizio il 22 settembre 1793 (1º vendemmiaio II), ma entrò in vigore il giorno successivo alla data del decreto che lo istituì.

## Concordanze
| 1º vendemmiaio | 22 settembre |
| 9 vendemmiaio  | 30 settembre |
| 10 vendemmiaio | 1º ottobre   |
| 30 vendemmiaio | 21 ottobre   |
| 1º brumaio     | 22 ottobre   |
| 10 brumaio     | 31 ottobre   |
| 11 brumaio     | 1º novembre  |
| 30 brumaio     | 20 novembre  |
| 1º frimaio     | 21 novembre  |
| 10 frimaio     | 30 novembre  |
| 11 frimaio     | 1º dicembre  |
| 30 frimaio     | 20 dicembre  |
| 1º nevoso      | 21 dicembre  |
| 11 nevoso      | 31 dicembre  |

| 12 nevoso    | 1º gennaio  |
| 30 nevoso    | 19 gennaio  |
| 1 piovoso    | 20 gennaio  |
| 12 piovoso   | 31 gennaio  |
| 13 piovoso   | 1º febbraio |
| 30 piovoso   | 18 febbraio |
| 1 ventoso    | 19 febbraio |
| 10 ventoso   | 28 febbraio |
| 11 ventoso   | 1º marzo    |
| 30 ventoso   | 20 marzo    |
| 1º germinale | 21 marzo    |
| 11 germinale | 31 marzo    |
| 12 germinale | 1º aprile   |
| 30 germinale | 19 aprile   |

| 1 fiorile    | 20 aprile |
| 11 fiorile   | 30 aprile |
| 12 fiorile   | 1º maggio |
| 30 fiorile   | 19 maggio |
| 1º pratile   | 20 maggio |
| 13 gennaio   | 31 maggio |
| 13 pratile   | 1º giugno |
| 30 pratile   | 18 giugno |
| 1 messidoro  | 19 giugno |
| 12 messidoro | 30 giugno |
| 13 messidoro | 1º luglio |
| 30 messidoro | 18 luglio |
| 1º termidoro | 19 luglio |
| 13 termidoro | 31 luglio |

| 14 termidoro  | 1º agosto    |
| 30 termidoro  | 17 agosto    |
| 1º fruttidoro | 18 agosto    |
| 14 fruttidoro | 31 agosto    |
| 15 fruttidoro | 1º settembre |
| 30 fruttidoro | 16 settembre |

| della virtù      | 17 settembre |
| del genio        | 18 settembre |
| del lavoro       | 19 settembre |
| dell'opinione    | 20 settembre |
| delle ricompense | 21 settembre |

## Avvenimenti

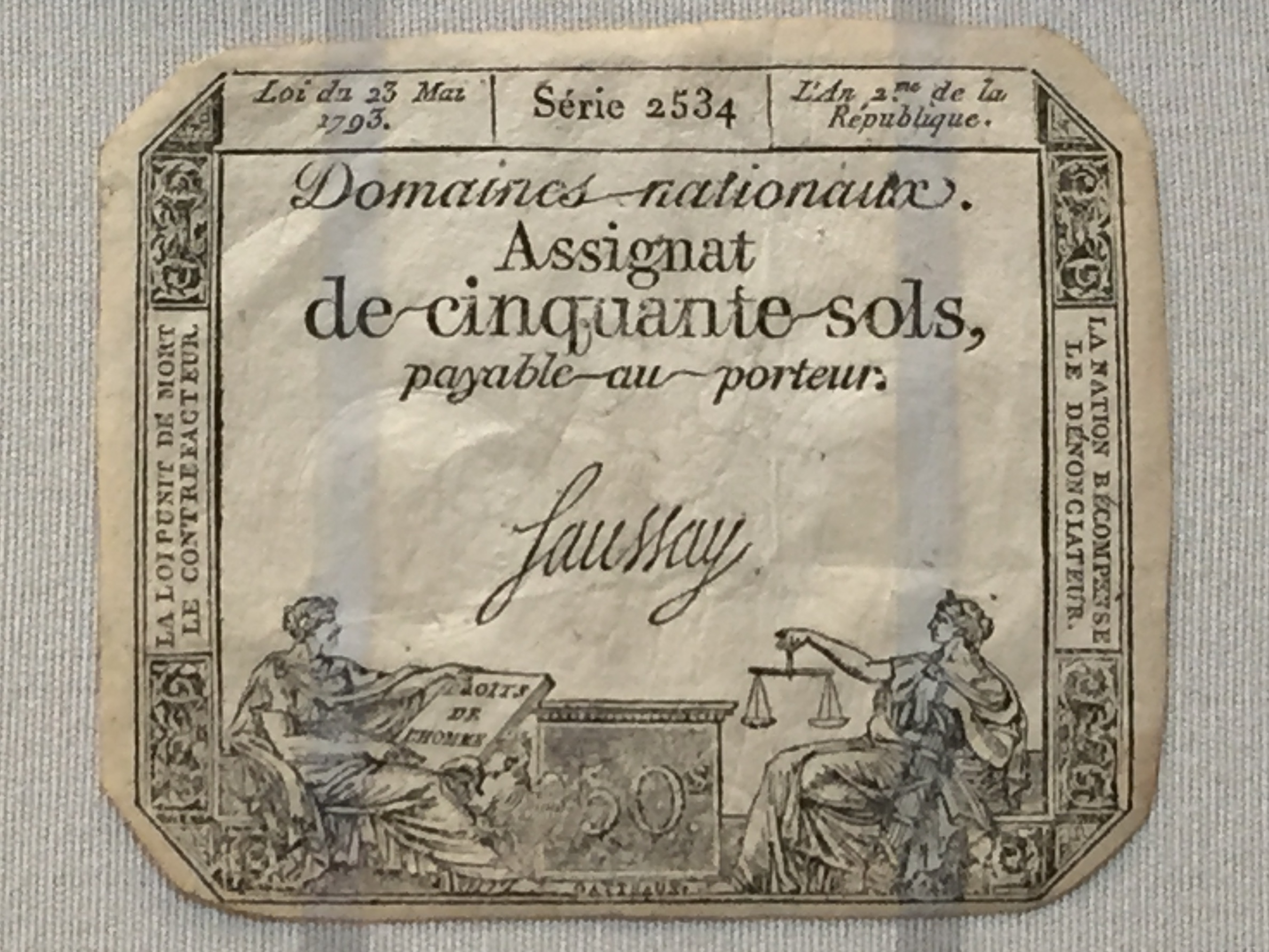
Banconota dell'anno II.

- 15 vendemmiaio (6 ottobre 1793) : adozione del Calendario rivoluzionario francese.
- 18 vendemmiaio (9 ottobre 1793) :
  - Culto della Ragione.
  - riconquista di Lione.
- 19 vendemmiaio (10 ottobre 1793) : il governo è dichiarato «rivoluzionario» fino alla pace.
- 25 vendemmiaio (16 ottobre 1793) : 
  - esecuzione di Maria Antoinetta, ghigliottinata ;
  - battaglia di Wattignies.
- 26 vendemmiaio (17 ottobre 1793) : sconfitta dei Vendeani a Cholet.
- 10 brumaio (31 ottobre 1793) : esecuzione dei Girondini.
- 12 brumaio (3 novembre 1793) : battaglia di Ernée.
- 20 brumaio (10 novembre 1793) : culto della Ragione.
- 22 brumaio (12 novembre 1793) : divieto di "dare del voi", in Francia.
- 22 frimaio (12 dicembre 1793) : i Vandeani sono sconfitti a Mans.
- 29 frimaio (19 dicembre 1793) : riconquista di Tolone dai Britannici.
- 3 nevoso (23 dicembre 1793) : i Vandeani sono schiacciati a Savenay. Fine della Virée de Galerne (Svolta di Galerne).
- 23 nevoso (12 gennaio 1794) : scandalo della Compagnia delle Indie.
- 2 piovoso (21 gennaio 1794) : le « colonne infernali » di Turreau in Vandea.
- 12 piovoso (31 gennaio 1794) : decreto relativo ai castelli fortificati e fortificazioni suscettibili di essere demoliti totalmente o parzialmente
- 16 piovoso (4 febbraio 1794) : la Convenzione abolisce la schiavitù delle persone di colore nelle colonie.
- Nel ventoso/germinale (marzo), debutto della Chouannerie
- 4 germinale (24 marzo 1794) : esecuzione degli Hébertisti.
- 10 germinale] (30 marzo 1794) : arresto notturno di Danton.
- 16 germinale (5 aprile 1794) : esecuzione di Danton e dei suoi partigiani.
- 21 germinale (10 aprile 1794) : processo della «cospirazione della prigione di Lussemburgo».
- 18 fiorile (7 maggio 1794) : culto dell'Essere Supremo
- 13 pratile (1 giugno 1794) : creazione dell'École de Mars (Scuola di Marte).
- 20 pratile (8 giugno 1794) : festa dell'Essere supremo.
- 22 pratile (10 giugno 1794) : inizio del gran terrore.
- 8 messidoro (26 giugno 1794) : l'armata francese di Jourdan sconfigge le truppe anglo-olandesi a Fleurus.
- 2 termidoro (20 luglio 1794) : decreto del 2 termidoro, anno II, sull'impiego della lingua francese. Promulgazione del "terrore linguistico".
- 9 termidoro (27 luglio 1794) : colpo di Stato del 9 termidoro : caduta dei "robespierristi".
- 10 termidoro (28 luglio 1794) : esecuzione di Maximilien de Robespierre, Louis Saint-Just, Georges Couthon e altri robespierristi. L'esecuzione di Robespierre pone fine al Terrore. È il debutto della reazione termidoriana.
- 18 termidoro (5 agosto 1794) : inizio dell'occupazione britannica della Corsica (fino all'anno III/anno IV (1796)).
- 7 fruttidoro (24 agosto 1794) : riorganizzazione del Governo rivoluzionario.
- Giorno del genio (18 settembre 1794) : legge sulla separazione tra Chiesa e Stato
- Creazione del Politechnico da parte di Gaspard Monge e Lazare Carnot.

## Morti
- 25 vendemmiaio (16 ottobre 1793) : Maria Antoinetta, regina di Francia.
- 13 brumaio (3 novembre 1793) : Olympe de Gouges, teorica del femminismo.
- 16 brumaio (6 novembre 1793) : Louis-Philippe, duc d'Orléans detto Philippe Égalité (Luigi Filippo II di Borbone-Orléans).
- 9 germinale (le 29 marzo 1794) : Nicolas de Condorcet, uomo politico, saggio, pensatore, matematico.
- 16 germinale (5 aprile 1794) : 
  - Fabre d'Églantine, poeta.
  - Georges Jacques Danton, uomo politico francese.
  - Camille Desmoulins, giornalista e uomo politico francese.
  - Hérault de Séchelles, uomo di Stato.
- 4 fiorile (23 aprile 1794) : Guillaume-Chrétien de Lamoignon de Malesherbes, uomo di Stato.
- 19 fiorile (8 maggio 1794) : Antoine Lavoisier, chimico francese.
- 7 termidoro (25 luglio 1794) : André Chénier, poeta francese.
- 10 termidoro (28 luglio 1794) :
  - Georges Couthon, avvocato.
  - Maximilien de Robespierre, uomo politico francese.
  - Louis Saint-Just, uomo politico francese.